# Lorenz Karsten

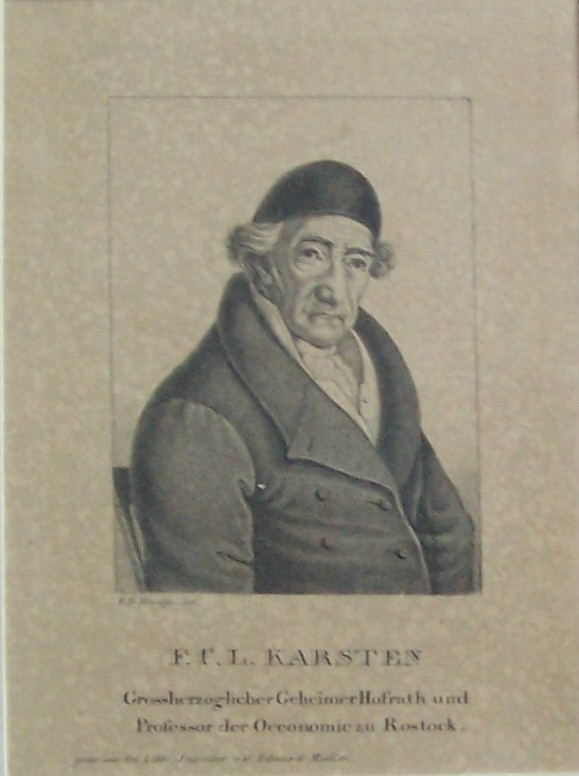
F. C. L. Karsten, Grossherzoglicher Geheimer Hofrath und Professor der Oeconomie zu Rostock

Franz Christian Lorenz Karsten (* 3. April 1751 in Pohnstorf; † 28. Februar 1829 in Rostock) war ein deutscher Ökonom, Agrarwissenschaftler und Hochschullehrer.

## Leben und Wirken
Lorenz Karsten [Nr. 7 der Geschlechtszählung] war jüngster Sohn des früheren Neubrandenburger Apothekers Johann Christopher Karsten (1704–1779) und der Güstrower Apothekertochter Magdalena Sophia, geb. Thiel († 1754). Der Mathematiker Wenceslaus Johann Gustav Karsten (1732–1787) und der Jurist und Zollbeamte Christian Heinrich Karsten (1742–1815) waren seine älteren Brüder.
Karsten wurde 1751 in Pohnstorf bei Teterow  (Kirchspiel Jördenstorf, Ritterschaftliches Amt Güstrow) geboren, wo sein Vater nach dem Fortgang aus Neubrandenburg zeitweilig Gutsverwalter war, und am 25. April 1751 im Güstrower Dom getauft.

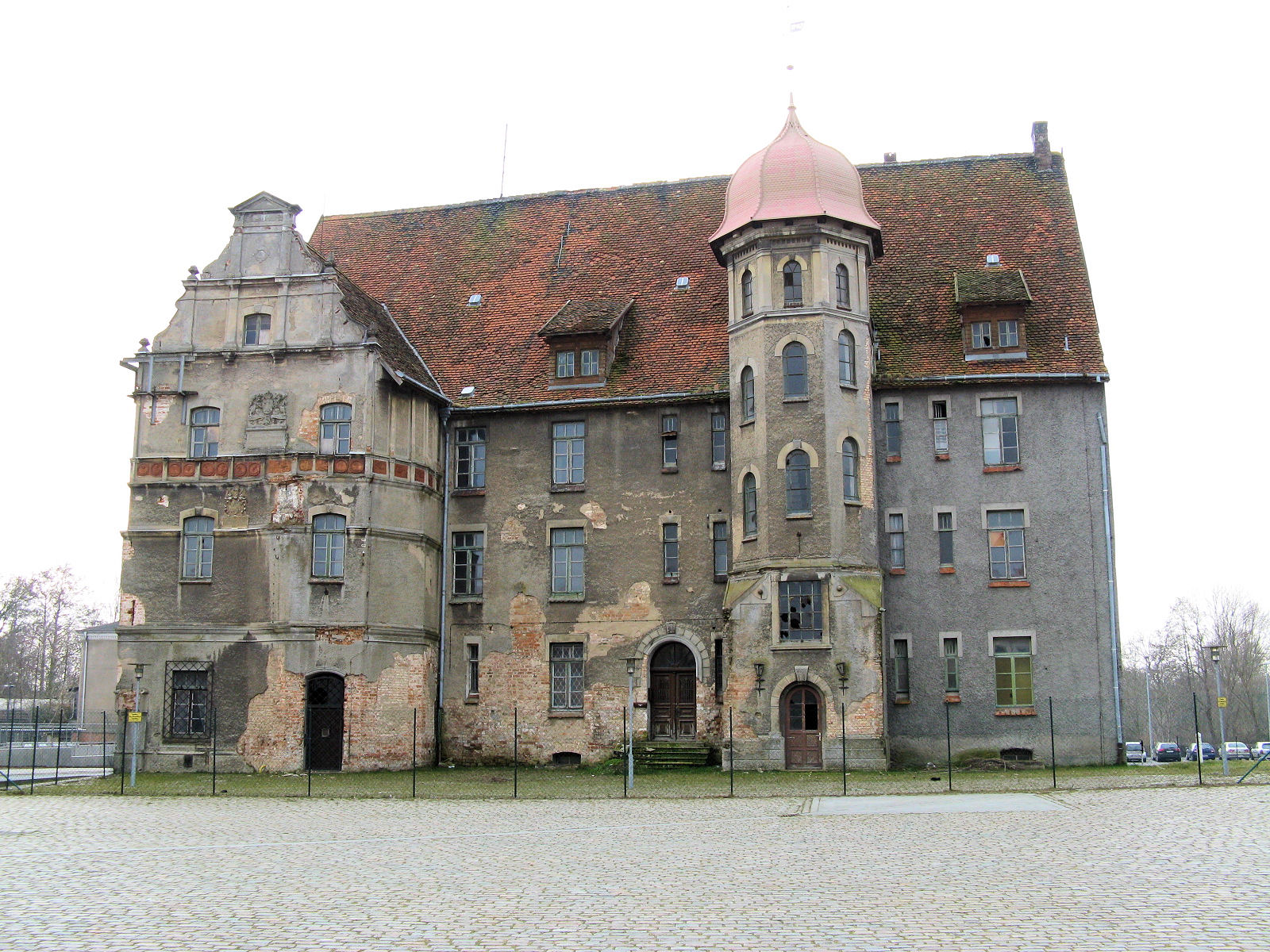
Schloss Bützow war Sitz der Friedrichs-Universität

Karsten besuchte 1762 das Pädagogium Bützow und von 1763 bis 1767 die Domschule Güstrow. Ab dem 5. November 1771 studierte er Mathematik, Naturwissenschaften und Sprachen an der noch jungen Universität Bützow, wo sein ältester Bruder Wenceslaus Johann Gustav Karsten (1732–1787) zu dieser Zeit bereits Professor war. Seine Promotion zum Magister erfolgte schließlich am 10. März 1778. 1783 wurde Lorenz in Bützow der Lehrstuhl für Kameralwissenschaften übertragen. Zu seinen Unterrichtsverpflichtungen gehörten Vorlesungen über Finanzwissenschaft, Volkswirtschaft und Landwirtschaft. Während der Bützower Jahre wurde Lorenz Karsten zweimal (1784/85 und 1788/89) zum Rektor der Universität gewählt. Mit deren Auflösung im Jahre 1789 wurde er an die Universität Rostock versetzt.

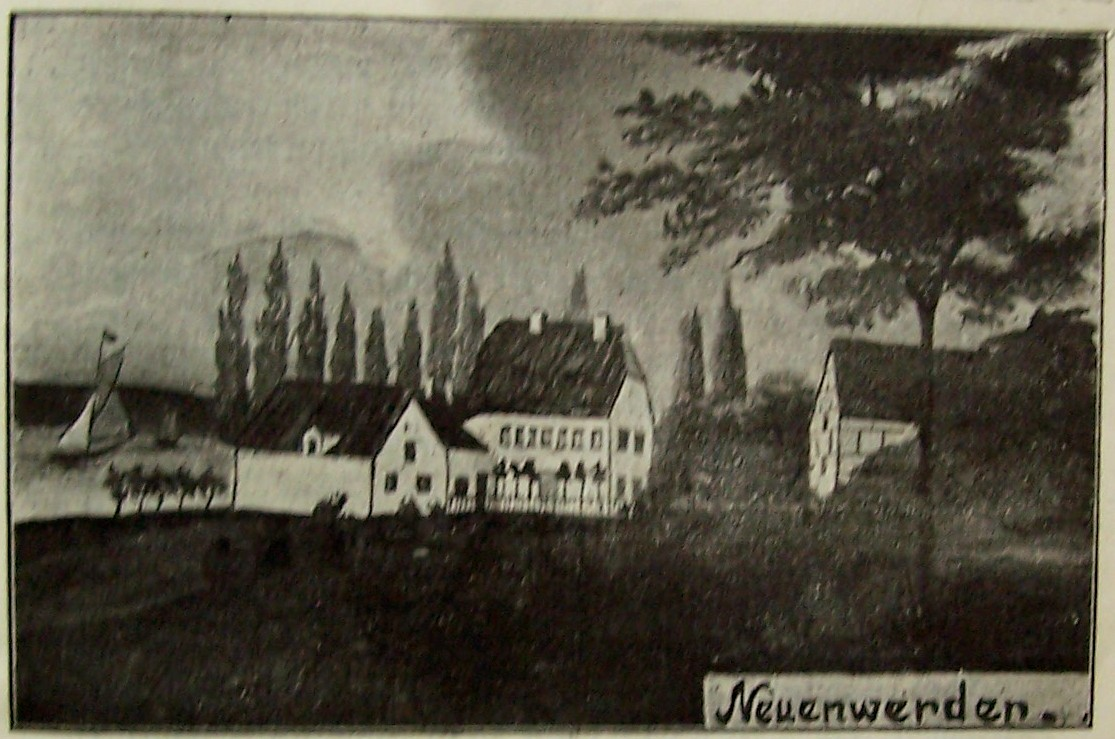
Neuenwerder

In Rostock galt Karstens wissenschaftliches Interesse überwiegend der Landwirtschaft. Mit einer 1789 veröffentlichten Schrift Ueber das theoretische Studium der Oekonomie warb er für die Einrichtung eines landwirtschaftlichen Instituts, an dem die Landwirte auch eine theoretische Ausbildung erhalten sollten. Da ihm das hierfür notwendige Geld vom Magistrat der Stadt, von der Universität Rostock und auch von der herzoglichen Regierung verweigert wurde, pachtete er mit eigenen Mitteln vor den Toren Rostocks ein von ihm als Neuenwerder bezeichnetes Mühlengrundstück. Unter erheblichen persönlichen Opfern errichtete er hier 1793 eine landwirtschaftliche Versuchsanstalt und später eine mit einem Internat verbundene Lehranstalt. In dieser Versuchs- und Lehranstalt nahm Karsten junge Landwirte auf, um sie mit neuen Landbaumethoden bekannt zu machen und sie im wissenschaftlichen Denken zu schulen. Die bis 1829 bestehende landwirtschaftliche Ausbildungsstätte war die erste Institution dieser Art in Deutschland.
Zusammen mit dem Grafen von Schlitz auf Karstorff gründete er 1798 die „Mecklenburgische Landwirthschafts-Gesellschaft“, die 1817 mit erweiterten Zielen als „Mecklenburgischer Patriotischer Verein“ fortgeführt wurde. 1811 wurde Karsten Hauptsekretär dieser Gesellschaft und behielt diese Funktion bis zu seinem Lebensende. Gleichzeitig war er Redakteur der vereinseigenen „Annalen“, wobei es ihm gelang, für diese Zeitschrift fortschrittlich denkende Landwirte als Mitarbeiter zu gewinnen. In zahlreichen eigenen Beiträgen hat Karsten alle wichtigen landwirtschaftlichen Probleme seiner Zeit angesprochen. Mit der Veröffentlichung pflanzenbaulicher Versuchsergebnisse aus seiner Versuchs- und Lehranstalt gab er den Landwirten Empfehlungen, wie die Anbaumethoden der landwirtschaftlichen Kulturpflanzen verbessert und die Ernteerträge gesteigert werden können. Dem gleichen Ziel diente ein Lehrbuch, das vornehmlich für die Praktiker des Landbaus bestimmt war. Karsten pflegte wissenschaftliche Kontakte mit zahlreichen Landbauwissenschaftlern, unter anderem mit Albrecht Daniel Thaer und mit Johann Heinrich von Thünen.
Der Patriotische Verein ehrte sein Gründungsmitglied Lorenz Karsten anlässlich des 50-jährigen Bestehens des Vereins 1848 mit der Anfertigung eine Porträtbüste durch den Bildhauer Heinrich Kaehler. Die Büste befindet sich heute in der Sammlung der Universität Rostock und war zuletzt als Leihgabe in der stadtgeschichtlichen Ausstellung des Kulturhistorischen Museums Rostock zu sehen.
Karsten war seit 1780 mit der Pastorentochter Lisette Engel (1757–1834) verheiratet und wurde Vater von 15 Kindern, von denen drei Töchter und acht Söhne den Vater überlebten, darunter der Jurist und Gerichtsrat Jacob Karsten (1781–1866), der Metallurge Carl Karsten (1782–1853), der Jurist und spätere Rostocker Bürgermeister Detloff Karsten (1787–1879), der Theologe Heinrich Karsten (1792–1871), der Jurist Friedrich Karsten (1795–1833) und der Theologe Hermann Karsten (1801–1882).

## Schriften (Auswahl)
- Die Rechenkunst – abgehandelt von Franz Christian Lorenz Karsten, Lehrer am Herzoglichen Pädagogium in Bützow. Berger- und Boednerische Buchhandlung, Bützow und Wismar 1775 (Digitalisate: urn:nbn:de:gbv:28-rosdok_ppn1738473961-3 und Max-Planck-Institut (mpiwg)).
- Bearbeiter und Herausgeber der deutschen Erstausgabe der (fiktiven) Briefe von Thomas Nugent u. d. T. „Reisen durch Deutschland und vorzüglich durch Mecklenburg.“ Nicolai, Berlin, 1781/82. [Von Sabine Bock kommentierte und ergänzte Neuausgabe: Thomas Helms Verlag, Schwerin 1998, 2. Aufl. 2000. ISBN 3-931185-22-2].
- Ueber das theoretische Studium der Oekonomie. Rostock 1789. Wiederabdruck in: Neue Annalen der Mecklenburgischen Landwirthschafts-Gesellschaft. Jg. 16, 1829, S. 107–122.
- Die ersten Gründe der Landwirthschaft, sofern sie in Deutschland und vorzüglich in Mecklenburg anwendbar ist. Berlin und Leipzig 1795, 2. Aufl. Leipzig 1805 (Lehrbuch).
- Sind oekonomische Institute und Akademien nützlich? Nebst der Geschichte einer seit 1793 hier errichteten oekonomischen Anlage. Stiller, Rostock 1795.
- Geschichte, der auf den Dünen zu Warnemünde seit dem Jahre 1797 unternommenen Anpflanzungsversuche, nebst anderweitigen Vorschlägen, wie dies Unternehmen für die Zukunft am sichersten befördert werden könne. Müller, Rostock, 1801.